# Comunas da Região de Bruxelas-Capital
As 19 comunas da Região da Capital Bruxelas são as subdivisões políticas da região central da Bélgica. O governo de cada comuna é responsável por lidar com os deveres a nível local, como policiamento e a manutenção de escolas e rodovias dentro de suas fronteiras. A administração da comuna é também conduzida por um prefeito, um conselho, e um executivo.
Em 1831, a Bélgica foi dividida em 2.739 comunas, incluindo as 19 na Região da Capital Bruxelas (que ainda não havia sido estabelecida). Ao contrário da maioria das comunas na Bélgica, as localizadas na Região da Capital Bruxelas não foram fundidas com outras durante fusões ocorridas em 1964, 1970, e 1975. Entretanto, várias comunas fora da Região da Capital Bruxelas foram absorvidas por por ela através da história, incluindo Laken, Haren, e Neder-Over-Heembeek, que foram absorvidas por Bruxelas em 1921.
A maior e mais populosa das comunas é a Cidade de Bruxelas, cobrindo 32,6 km² com 145.917 habitantes. A menos populosa é Koekelberg com 18.541 habitantes, enquanto a menor em área é Saint-Josse-ten-Noode a qual possui somente 1,1 km². Apesar de ser a menor comuna, Saint-Josse-ten-Noode possui a mais alta densidade populacional das 19, com 20.822 habitantes por km².

## Comunas
Os nomes das comunas são apresentados nas duas línguas oficiais da Região da Capital Bruxelas: francês e neerlandês. Os números na coluna "#" se referem ao mapa acima.
| Nome português      | Nome francês          | Nome neerlandês        | B | BdA | CP                            | Pop. (2007) | Área     | Densidade (km²) | Ref.   | #  |
| ------------------- | --------------------- | ---------------------- | - | --- | ----------------------------- | ----------- | -------- | --------------- | ------ | -- |
| Anderlechte         | Anderlecht            | Anderlecht             |   |     | 1070                          | 97.601      | 17,7 km² | 5.501           | [ 7 ]  | 1  |
| Audergueme          | Auderghem             | Oudergem               |   |     | 1160                          | 29.681      | 9,0 km²  | 3.286           | [ 8 ]  | 2  |
| Berchem-Santa Ágata | Berchem-Sainte-Agathe | Sint-Agatha-Berchem    |   |     | 1082                          | 20.431      | 2,9 km²  | 6.927           | [ 9 ]  | 3  |
| Cidade de Bruxelas  | Ville de Bruxelles    | Stad Brussel           |   |     | 1000 1130 1020 1040 1120 1050 | 145.917     | 32,6 km² | 4.475           | [ 10 ] | 4  |
| Eterbeque           | Etterbeek             | Etterbeek              |   |     | 1040                          | 42.342      | 3,1 km²  | 13.445          | [ 11 ] | 5  |
| Evere               | Evere                 | Evere                  |   |     | 1140                          | 34.128      | 5,0 km²  | 6.801           | [ 12 ] | 6  |
| Floresta            | Forest                | Vorst                  |   |     | 1190                          | 48.284      | 6,2 km²  | 7.728           | [ 13 ] | 7  |
| Ganchorém           | Ganshoren             | Ganshoren              |   |     | 1083                          | 21.395      | 2,5 km²  | 8.714           | [ 14 ] | 8  |
| Elsena              | Ixelles               | Elsene                 |   |     | 1050                          | 78.088      | 6,3 km²  | 12.308          | [ 15 ] | 9  |
| Jeta                | Jette                 | Jette                  |   |     | 1090                          | 43.564      | 5,0 km²  | 8.638           | [ 16 ] | 10 |
| Coquelbergue        | Koekelberg            | Koekelberg             |   |     | 1081                          | 18.541      | 1,2 km²  | 15.814          | [ 17 ] | 11 |
| Molembeco-São João  | Molenbeek-Saint-Jean  | Sint-Jans-Molenbeek    |   |     | 1080                          | 81.632      | 5,9 km²  | 13.855          | [ 18 ] | 12 |
| São Gil             | Saint-Gilles          | Sint-Gillis            |   |     | 1060                          | 44.767      | 2,5 km²  | 17.731          | [ 19 ] | 13 |
| São Justo de Nodo   | Saint-Josse-ten-Noode | Sint-Joost-ten-Node    |   |     | 1210                          | 23.785      | 1,1 km²  | 20.822          | [ 20 ] | 14 |
| Escarbeque          | Schaerbeek            | Schaarbeek             |   |     | 1030                          | 113.493     | 8,1 km²  | 13.943          | [ 21 ] | 15 |
| Uclo                | Uccle                 | Ukkel                  |   |     | 1180                          | 76.576      | 22,9 km² | 3.343           | [ 22 ] | 16 |
| Vatermel-Bosvorde   | Watermael-Boitsfort   | Watermaal-Bosvoorde    |   |     | 1170                          | 24.121      | 12,9 km² | 1.865           | [ 23 ] | 17 |
| Voluve-São Lamberto | Woluwe-Saint-Lambert  | Sint-Lambrechts-Woluwe |   |     | 1200                          | 48.315      | 7,2 km²  | 6.687           | [ 24 ] | 18 |
| Voluve-São Pedro    | Woluwe-Saint-Pierre   | Sint-Pieters-Woluwe    |   |     | 1150                          | 38.554      | 8,9 km²  | 4.356           | [ 25 ] | 19 |